# Alice Cans the Cannibals
Alice Cans the Cannibals é um curta-metragem de animação estadunidense de 1925, lançado como parte da série Alice Comedies.